# Воробьёв, Виктор Викторович
Ви́ктор Ви́кторович Воробьёв (род. 19 июня 1989, Сыктывкар, Коми АССР) — российский правозащитник и оппозиционный политик, депутат Государственного Совета Республики Коми VII созыва. Первый депутат, внесённый Минюстом России в реестр т.н. иностранных агентов.

## Биография
Родился 19 июня 1989 года в городе Сыктывкаре в семье преподавателей филологического факультета Сыктывкарского государственного университета.
После окончания школы переехал в Санкт-Петербург, где обучался в Санкт-Петербургском государственном университете, Невском институте языка и культуры и в петербургском филиале Высшей школы экономики. В ходе обучения входил в состав и возглавлял студенческие советы разных уровней, занимался защитой прав студентов.
В Санкт-Петербурге вступил в партию «Яблоко», откуда вскоре вышел в знак протеста против исключения из партии Максима Резника и его сторонников. Впоследствии с 2013 по 2016 год работал помощником Резника как депутата Законодательного Собрания Санкт-Петербурга.
В 2017 году возглавлял юридическую службу проекта Максима Каца и Дмитрия Гудкова «Объединённые демократы» на муниципальных выборах в Москве, а в 2019 году — юридическую службу предвыборного штаба партии «Яблоко» на муниципальных выборах в Санкт-Петербурге.
С 2019 по 2021 год проходил муниципальную службу в администрации муниципального округа Хамовники (Москва), где возглавлял юридический отдел муниципалитета.
С 2019 по 2021 год входил в состав Санкт-Петербургской избирательной комиссии, а с 2020 по 2021 — также в состав Избирательной комиссии Республики Коми.
В 2014, 2017, 2018 и 2020 годах участвовал, соответственно, в выборах муниципального совета муниципального округа Остров Декабристов (Санкт-Петербург), Совета депутатов муниципального округа Тёплый Стан (Москва), Государственного Совета Республики Коми VI и VII созывов.
В 2021 году после избрания Олега Михайлова депутатом Государственной Думы Воробьёву был передан ставший вакантным мандат депутата Государственного Совета Республики Коми.
В 2022 году Минюстом России признан т.н. физическим лицом – иностранным средством массовой информации, выполняющим функции иностранного агента. Решение Минюста оспаривается Воробьёвым в суде.

## Общественно-политическая деятельность

### Студенческий активизм
В 2011—2012 был председателем Студенческого совета филологического факультета СПбГУ.
В 2011—2013 возглавлял Санкт-Петербургское региональное отделение Российского студенческого союза, с 2013 по 2015 — был заместителем председателя Российского студенческого союза (по работе в Северо-Западном федеральном округе).
В 2014—2016 возглавлял Студенческий совет петербургского кампуса Высшей школы экономики, входил в состав Студенческого совета Санкт-Петербурга.
В 2015—2019 входил в состав Студенческого совета Высшей школы экономики.
В 2017—2019 возглавлял Студенческий совет факультета права Высшей школы экономики.
С 2013 по 2014 руководил юридическим управлением аппарата Уполномоченного по правам студентов в Российской Федерации, а с 2016 по 2017 — аналитическим управлением аппарата Уполномоченного по правам студентов в Российской Федерации.
С 2017 года — заместитель председателя межрегиональной общественной организации «Студенческая солидарность».

### Правозащитная деятельность
В 2019 году представлял в ЕСПЧ интересы экс-главы компании «Хохтиф Девелопмент Руссланд», Екатерины Радаевой, и двух её бывших подчиненных, отбывающих наказание в «Крестах», осужденных за фальсификацию документов в коммерческом споре ХДР с бывшим партнером Hochtief Евгением Войтенковым.
Неоднократно отстаивал в судах право на свободу собраний, защищая общественных и политических активистов. Сотрудничал с «Апологией протеста» и «ОВД-инфо».
В 2019 годы представлял интересы координатора движения Весна, подвергнувшегося крупному штрафу за несогласованную акцию.
18 ноября 2020 года судья Верховного Суда Республики Коми отменил постановление судьи Сыктывкарского городского суда и оправдал местную активистку Алёну Зезегову, ранее оштрафованную за пикет против поправок в Конституцию России. Воробьёв выступал защитником активистки.
9 декабря 2020 года судья Верховного Суда Республики Коми вынес аналогичное решение по делу другой местной активистки, Нины Попугаевой, интересы которой также представлял Воробьёв.
30 марта 2021 года судья Сыктывкарского городского суда оправдал оштрафованного за встречу с избирателями депутата Государственного Совета Республики Коми Олега Михайлова, которого защищал Воробьёв.
1 апреля 2021 года Воробьёв добился прекращения административных дел в отношении 7 депутатов муниципального совета муниципального округа Смольнинское (Санкт-Петербург), задержанных в январе за попытку провести заседание. Постановления о прекращении производства по делам вынес мировой судья судебного участка № 208 Санкт-Петербурга.
14 апреля 2021 года судья Верховного Суда Республики Коми оправдал по жалобе Воробьёва местного активиста Семёна Попова, ранее оштрафованного за участие в акции в поддержку Алексея Навального 23 января 2021 года.
2 марта 2023 года Европейский Суд по правам человека установил нарушения статьи 11 Европейской Конвенции по правам человека по жалобам Бориса Канторовича, Александра Гордеева и Наталии Жилкиной, интересы которых представлял Воробьёв.
25 мая 2023 года Европейский Суд по правам человека установил нарушения статьи 11 Европейской Конвенции по правам человека и статьи 2 дополнительного протокола № 7 к ЕКПЧ по жалобе Анастасии Кадетовой, интересы которой представлял Воробьёв.

### Политическая карьера
В 2011 году вступил в «Молодёжное Яблоко», а в 2012 году — в петербургское отделение «Яблока». Однако в январе 2013 года вышел из партии в знак протеста против исключения «группы Резника».
С 2013 по 2016 год был помощником М.Л. Резника как депутата Законодательного Собрания Санкт-Петербурга.
С 2013 по 2015 год руководил аппаратом петербургского отделения «Партии Прогресса» («Народный Альянс»).
В мае 2017 обратился в прокуратуру по поводу незаконности предоставления помещений образовательных организаций для проведения праймериз Единой России. Прокуратура подтвердила нарушения, однако впоследствии пересмотрела решение.
В 2019 году возглавлял юридический отдел предвыборного штаба «Яблока» на муниципальных выборах в Санкт-Петербурге.
С 2019 по 2021 входил в состав Санкт-Петербургской избирательной комиссии, отстаивал в этом статусе права избранных в 2019 году муниципальных депутатов, а также отставивал право кандидатов на доступ к видеозаписям с избирательных участков. В 2020—2021 был членом Избирательной комиссии Республики Коми.
Член незарегистрированной Либертарианской партии России. Избран депутатом Государственного Совета Республики Коми от партии КПРФ, в прошлом являлся членом партии «Яблоко».

#### Деятельность в Государственном Совете Республики Коми
В сентябре 2020 года, являясь на тот момент кандидатом в депутаты, подвергся нападению (был облит зеленкой) на выходе из Сыктывкарского городского суда.
В 2020—2021 был помощником О.А. Михайлова как депутата Государственного Совета Республики Коми.
В 2021 году после избрания Олега Михайлова депутатом Государственной Думы Воробьёву был передан ставший вакантным мандат депутата Государственного Совета Республики Коми.
В ноябре 2021 года внёс проект постановления Государственного Совета Республики Коми об отрицательном отзыве на проект федерального закона №17357-8 «О внесении изменений в Федеральный закон «О санитарно-эпидемиологическом благополучии населения», которым предполагалось ввести обязательное использование QR-кодов, подтверждающих вакцинацию от COVID-19 для посещения массовых мероприятий, организаций культуры, общественного питания, розничной торговли и иных объектов. Воробьёв заметил, что проект федерального закона «лишь перекладывает нежелательную политическую ответственность за  непопулярные ограничения с главы государства на губернаторов, хотя очевидно, что и сейчас решения о них фактически принимаются на федеральном уровне и лишь оформляются на уровне регионов» и в случае его принятия приведёт к необоснованной дискриминации граждан. Внесённый Воробьёвым проект помимо него самого поддержали ещё 5 депутатов: Николай Братенков, Илья Богданов, Екатерина Дьячкова (все трое — КПРФ), Геннадий Мошегов (ЛДПР) и Татьяна Саладина (СР). Остальные проголосовали за альтернативный проект постановления о поддержке введения QR-кодов, внесённый депутатами от «Единой России».
В январе 2023 года обратился в прокуратуру с требованием возбудить в отношении главы Республики Коми Владимира Уйбы, назвавшего жителей республики «экологическим мусором», дело по статье об оскорблении. В возбуждении дела было отказано. В мае 2023 года по жалобе Воробьёва судья Сыктывкарского городского суда отменила отказ в возбуждении дела и направила материалы на новое рассмотрение в прокуратуру республики.
В июле 2023 года в Сыктывкарском городском суде при рассмотрении вопроса об избрании меры пресечения в отношении социолога Бориса Кагарлицкого выступил с ходатайством о личном поручительстве. Однако суд ходатайство не удовлетворил и заключил Кагарлицкого под стражу.
24 октября 2024 года Госсовет Коми принял постановление о лишении Воробьёва мандата с 11 ноября 2024 года, если до 10 ноября 2024 года он не будет исключён Минюстом России из реестра иностранных агентов. Постановление было раскритиковано электоральными юристами как преждевременное, однако было поддержано парламентским большинством. Фракция КПРФ в Госсовете Коми в знак протеста покинула зал заседания.

#### Отношение к ситуации на Украине и последствия
28 февраля 2022 года выступил с заявлением против ввода Вооружённых Сил Российской Федерации на территорию Украины.
1 марта 2022 года руководители остальных депутатских фракций в Государственном Совете Республики Коми осудили заявление Воробьёва и потребовали от членов фракции КПРФ отстранить Воробьёва от должности. Однако фракция Воробьёва отстранять не стала.
6 марта 2022 года Воробьёв был задержан на антивоенной акции в Санкт-Петербурге. На следующий день судья Невского районного суда Санкт-Петербурга назначил ему административное наказание в виде административного ареста на 15 суток. 15 февраля 2023 года Сыктывкарский городской суд присудил Воробьёву 5 тысяч рублей компенсации за ненадлежащие условия содержания под арестом.
24 марта 2022 года депутаты Государственного Совета Республики Коми лишили Воробьёва права выступления на два заседания.
1 апреля 2022 года Минюст России внёс Воробьёва в реестр иноагентов. Воробьёв оспаривает включение в реестр в суде.
19 апреля 2022 года спикер Государственного Совета Республики Коми Сергей Усачёв направил председателю ЦК КПРФ Геннадию Зюганову письмо с просьбой пресечь «антироссийскую деятельность» Воробьёва.
21 апреля 2022 года парламентское большинство исключило Воробьёва из состава Президиума Государственного Совета Республики Коми.
13 мая 2022 года Роскомнадзор составил на Воробьёва протокол за неуказание статуса иноагента в публикациях в социальных сетях. Однако 5 июля 2022 года судья Сыктывкарского городского суда Воробьёва оправдал.
28 июля 2022 года депутаты Государственного Совета Республики Коми лишили Воробьёва статуса депутата на постоянной профессиональной основе, оставив его без денежного вознаграждения за депутатскую деятельность. Основанием стала проведённая парламентской комиссией по контролю проверка представленных Воробьёвым сведений о доходах. Фракция КПРФ в знак протеста покинула зал заседаний.
15 февраля 2023 года мировой судья Первомайского судебного участка города Сыктывкара оштрафовал Воробьёва за антивоенное заявление от 28 февраля 2022 года на 100 тысяч рублей. 25 апреля 2023 года судья Сыктывкарского городского суда оставила постановление мирового судьи без изменений.

## Электоральные результаты
| Кандидат | Кандидат           | Партия                | Голосов | %      |
| -------- | ------------------ | --------------------- | ------- | ------ |
|          | Владимир Барканов  | Самовыдвижение        | 2 280   | 47,66% |
|          | Наталья Иванова    | Единая Россия         | 1 697   | 35,47% |
|          | Юрий Грашин        | Единая Россия         | 1 676   | 35,03% |
|          | Александр Чернов   | Единая Россия         | 1 236   | 25,84% |
|          | Борис Стратюк      | Единая Россия         | 1 152   | 24,08% |
|          | Вячеслав Чичин     | Единая Россия         | 944     | 19,73% |
|          | Ольга Ненашева     | КПРФ                  | 810     | 16,93% |
|          | Андрей Зиновьев    | Яблоко                | 782     | 16,35% |
|          | Игорь Макаров      | КПРФ                  | 782     | 16,35% |
|          | Лена Голикова      | Яблоко                | 766     | 16,01% |
|          | Антон Горбацевич   | Гражданская платформа | 585     | 12,23% |
|          | Ольга Гущина       | Гражданская платформа | 575     | 12,02% |
|          | Владимир Силантьев | Яблоко                | 567     | 11,85% |
|          | Надежда Смирнова   | КПРФ                  | 536     | 11,20% |
|          | Алексей Семенченко | Справедливая Россия   | 494     | 10,33% |
|          | Виктор Воробьёв    | Самовыдвижение        | 455     | 9,51%  |
|          | Юрий Мережко       | Гражданская платформа | 434     | 9,07%  |
|          | Роман Неплюев      | КПРФ                  | 353     | 7,38%  |

| Кандидат | Кандидат             | Партия                              | Голосов | %      |
| -------- | -------------------- | ----------------------------------- | ------- | ------ |
|          | Маргорита Бутырская  | Единая Россия                       | 1 662   | 38,67% |
|          | Андрей Новосельцев   | Единая Россия                       | 1 377   | 32,04% |
|          | Наталья Литвинова    | Единая Россия                       | 1 369   | 31,85% |
|          | Владимир Жуков       | Единая Россия                       | 1 205   | 28,04% |
|          | Елена Кузьменко      | Единая Россия                       | 1 175   | 27,34% |
|          | Александр Назаров    | Самовыдвижение при поддержке Яблока | 1 070   | 24,90% |
|          | Виктор Воробьёв      | Яблоко                              | 1 003   | 23,34% |
|          | Алексей Тульский     | Яблоко                              | 988     | 22,99% |
|          | Григорий Машанов     | Самовыдвижение при поддержке Яблока | 983     | 22,87% |
|          | Игорь Амелин         | КПРФ                                | 582     | 13,54% |
|          | Елена Ершова         | КПРФ                                | 533     | 12,40% |
|          | Александр Степанов   | КПРФ                                | 529     | 12,31% |
|          | Виктор Марцинковский | КПРФ                                | 499     | 11,61% |
|          | Василий Ходасевич    | Самовыдвижение                      | 406     | 9,45%  |
|          | Ольга Павлова        | Справедливая Россия                 | 354     | 8,24%  |
|          | Юрий Терляков        | Коммунисты России                   | 342     | 7,96%  |
|          | Денис Байгужин       | Самовыдвижение                      | 328     | 7,63%  |
|          | Дмитрий Барамзин     | Справедливая Россия                 | 275     | 6,40%  |
|          | Максим Басаргин      | ЛДПР                                | 255     | 5,93%  |
|          | Андрей Богомазов     | Самовыдвижение                      | 230     | 5,35%  |
|          | Ирина Политова       | Родина                              | 141     | 3,28%  |
|          | Дмитрий Полтавцев    | ЛДПР                                | 135     | 3,14%  |
|          | Александр Плотников  | ЛДПР                                | 133     | 3,09%  |

| Кандидат | Кандидат          | Партия              | Голосов | %      |
| -------- | ----------------- | ------------------- | ------- | ------ |
|          | Сергей Усачёв     | Единая Россия       | 1 413   | 33,79% |
|          | Станислав Штралер | КПРФ                | 1 230   | 29,41% |
|          | Виктор Воробьёв   | Справедливая Россия | 891     | 21,31% |
|          | Михаил Гобанов    | ЛДПР                | 489     | 11,69% |

| Кандидат | Кандидат        | Партия               | Голосов | %      |
| -------- | --------------- | -------------------- | ------- | ------ |
|          | Дмитрий Тарасов | Единая Россия        | 3 025   | 24,52% |
|          | Виктор Воробьёв | КПРФ                 | 2 293   | 18,59% |
|          | Эдуард Фатыхов  | ЛДПР                 | 1 684   | 13,65% |
|          | Юрий Беляцкий   | Родина               | 1 219   | 9,88%  |
|          | Лев Губаренко   | Справедливая Россия  | 1 119   | 9,07%  |
|          | Анна Левашова   | Зелёная альтернатива | 1 039   | 8,42%  |
|          | Евгений Борзун  | КПСС                 | 510     | 4,13%  |
|          | Евгений Кононов | Коммунисты России    | 471     | 3,82%  |